# James Van Ness

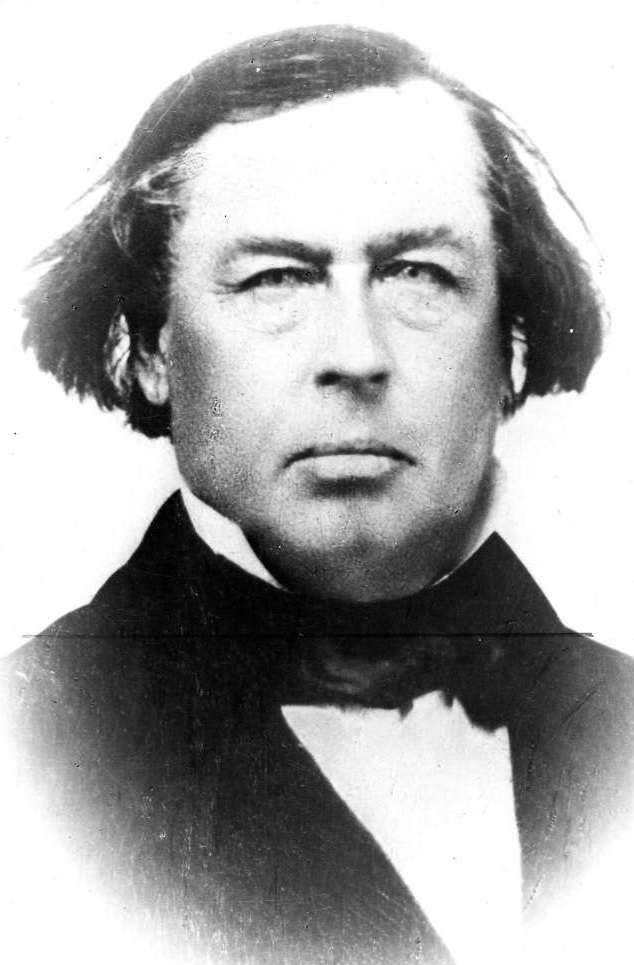
James Van Ness

James Van Ness (James Peter Van Ness; * 4. Juli 1808 in Burlington, Vermont; † 28. Dezember 1872 in San Luis Obispo, Kalifornien) war ein US-amerikanischer Politiker (Demokratische Partei) und der siebte Bürgermeister von San Francisco.

## Person
Die niederländische Familie van Ness wanderte 1641 unter Cornelius Hendrickse Van Ness in die USA ein und ließ sich in New York City nieder. James Van Ness war der Sohn von Cornelius P. Van Ness, dem Gouverneur von Vermont, und Rhoda Savage. Sein Onkel John Peter Van Ness war Kongressabgeordneter, ein weiterer Onkel, William P. Van Ness, war Bundesrichter. James graduierte auf der University of Vermont in Kunst 1825 und 1831, später in Recht und wurde Rechtsanwalt in Vermont und Georgia. Er heiratete 1836 Caroline Frances James Lesley (1808–1858), die beiden hatten zwei Kinder (Eliza Bird Van Ness McCoppin (1838–1901) und Thomas Casey Van Ness jr. (* 1847)).

## Leben

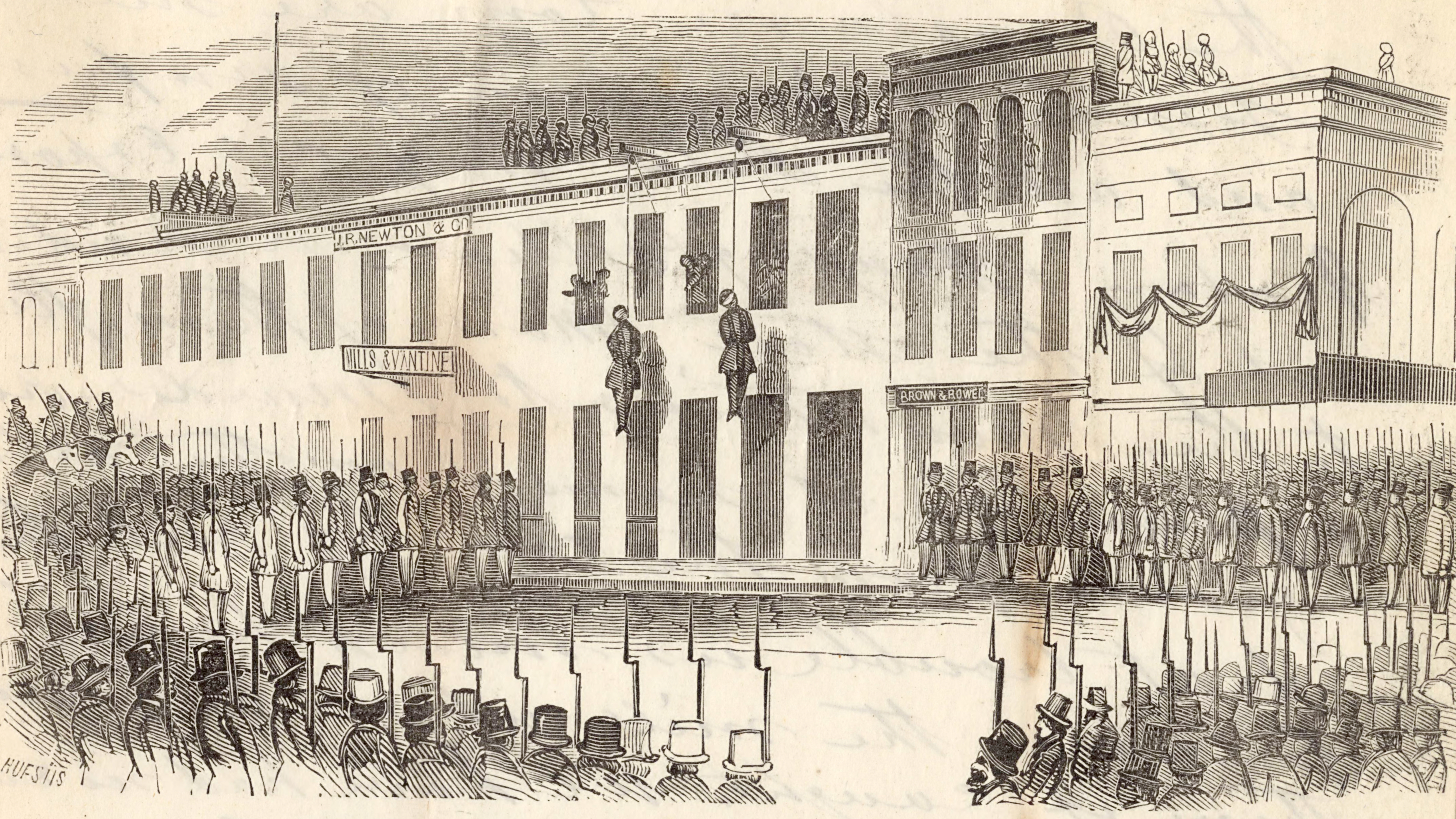
Lynchjustiz durch das “Committee of Vigilance” am 23. Mai 1856

1850 kam James Van Ness nach San Francisco und wurde im September 1853 Stadtrat (englisch alderman). Er wohnte damals nahe der Mission Dolores an der Kreuzung Market Street und Thorne Street. Die von der Stadt an Siedler vergebenen Landtitel waren so verwickelt und kompliziert, dass sich Van Ness vermittelnd durch die im Juni 1855 erlassene „Van-Ness-Verordnung“ einschaltete und illegale Landbesetzer (englisch squatter) weitgehend legalisierte. Dadurch gelang es Van Ness, einige Squatter zum Umzug zu bewegen, so dass der heutige Golden Gate Park angelegt werden konnte. Die Konflikte dauerten jedoch an, bis nach 1860 eine gerichtliche Regelung durch ein Distrikt-Gericht herbeigeführt wurde.  
Als Nachfolger von Stephen Palfrey Webb wurde er zum siebten Bürgermeister von San Francisco gewählt, seine Amtszeit dauerte vom 1. Juli 1855 bis zum 7. Juli 1856. Gemeinhin bekannt wurde er während seiner Amtszeit durch seine erfolglosen Bemühungen, die berüchtigte Bürgerwehr „Komitee der Wachsamkeit“ (englisch Committee of Vigilance) daran zu hindern, zwei rechtskräftig verurteilte Mörder zu lynchen. Ein Mörder hatte am 17. November 1855 den Armeegeneral William H. Richardson umgebracht, am 14. Mai 1856 wurde ein Zeitungsherausgeber ermordet. Das war für die Bürger der vom Goldrausch erfassten Stadt zu viel. Am 18. Mai 1856 versammelte sich das Komitee, am 23. Mai 1856 wurden beide erhängt. James Van Ness musste die Lynchjustiz hilflos mit ansehen; er wohnte zu jener Zeit in einem Straßenblock zwischen der heutigen Van Ness Avenue/Franklin/Hayes/Fell.
Nach Ablauf seiner Amtszeit wurde er im Mai 1858 mit anderen Politikern zum Verwalter der Schulden der Stadt San Francisco eingesetzt. Im Jahre 1871 wurde er Mitglied des Senats von Kalifornien im Parlament von Sacramento, danach war er als Richter in San Luis Obispo tätig. Hier verstarb er 1872.

## Ehrung
Nach ihm wurde in San Francisco die seit 1852 heißende Marlette Street um 1859 in Van Ness Avenue umbenannt, der heutigen Ortsdurchfahrt des U.S. Highway 101 durch die Stadt.